# Menesia cana
Menesia cana là một loài bọ cánh cứng trong họ Cerambycidae.